# Bo Lindqvist (direktör)
För andra betydelser, se Bo Lindkvist.
Bo Georg Lindqvist, född 4 maj 1923 i Hamburg, Tyskland, död 3 augusti 2004 i Kungsholms församling i Stockholm, var en svensk direktör och företagsledare. 
Bo Lindqvist växte upp i Stockholm. Han var son till direktören Sven Lindqvist och Ebba Wahlberg. Efter studentexamen vid Norra Real i Stockholm 1942 ryckte han in vid Norrbottens regemente (I 19) i Boden. Han var löjtnant i reserven. Efter den militära gärningen studerade han såväl språk som ekonomi, både i Sverige och utomlands. Han verkade sedan som representant för  belgiska stålverk och fransk-belgiska rörtillverkare 1946–1966, mestadels genom B. Almroth & Co AB i Stockholm som han var delägare i.
Efter att 1966 ha grundat Bo Lindqvist AB representerade han Ugione Aciers, Ugine-Guegnon och Vallourec vilka var ledande tillverkade av rostfria produkter på den europeiska marknaden. Den franska industrigruppen övertog den framgångsrika verksamheten 1973 och Lindqvist blev verkställande direktör för Pechiney Sverige och senare, sedan marknaden utökats, för Pechiney Norden.
Han blev 1976 riddare av Franska hederslegionen och var ordförande för dess svenska sektion 1979–1997 samt hedersordförande till sin död. Franske presidenten utsåg honom till officer av Hederslegionen 1985. Lindqvist hade ett större antal förtroendeuppdrag, främst inom franskkopplade organisationer och var ordförande i Franska Handelskammaren i Sverige.
Bo Lindqvist var 1945–1951 gift med Brita Montell (1920–2003), dotter till major Emil Montell och Elsa Philipson, och andra gången 1957 till sin död med premiärdansösen Ellen Rasch (1920–2015), dotter till kapten Rudolf Rasch och Zinaida de Joltanowsky. Han fick en son i respektive gifte: Joen (född 1946) och Raoul (född 1957). Bo Lindqvist är begravd på Norra begravningsplatsen utanför Stockholm.